# Clark Datchler
Clark Datchler, född Clark Wynford Datchler den 27 mars 1964, Sutton Surrey, England, är en engelsk sångare, låtskrivare, musiker och musikproducent
Han blev känd 1986 som sångare, låtskrivare och multiinstrumentalist i det brittiska bandet Johnny Hates Jazz.

## Diskografi

### Soloalbum
- 1990 – Raindance
- 1992 – Fishing For Souls
- 2007 – Tomorrow

### Med Johnny Hates Jazz
Studioalbum
- 1987 – Turn Back The Clock
- 2013 – Magnetized